# Jaromír Klika
Jaromír Klika (26. prosince 1888 Praha – 12. května 1957 Leningrad) byl český botanik. Zabýval se studiem hub a geografickým rozšířením rostlin. Věnoval se také geobotanice, mykologii, krajinné ekologii a ochraně přírody. Je jedním ze zakladatelů české fytocenologie. Byl profesorem Vysoké školy zemědělského a lesního inženýrství a Přírodovědecké fakulty Univerzity Karlovy.

## Život

### Mládí a studia
Jaromír Klika se narodil v rodině učitele, později ředitele na měšťanské škole Josefa Kliky (1857–1906) a jeho manželky Anny, rozené Stolzové (1854–??). Pedagogem (profesorem reálky v Pardubicích) byl i jeho děd Josef Klika. Byl třetí ze čtyř dětí.
Po získání způsobilosti pro střední školy vyučoval v Mladé Boleslavi, Nymburku, Litomyšli a v Praze. V roce 1919 se stal doktorem filozofie a v roce 1922 se habilitoval na vysoké škole zemědělského a lesnického inženýrství při Českém vysokém učení technickém (ČVUT) a stal se zde soukromým docentem.

### Akademická kariéra
Od roku 1932 přednášel na ČVUT nauku o dřevinách V roce 1934 byl na ČVUT jmenován mimořádným bezplatným profesorem, v roce 1945 se stal na Vysoké škole chemicko–technologické profesorem řádným, jeho oborem zde byla mikroskopická technika a zbožíznalství. Od roku 1951 byl profesorem geobotaniky na biologické fakultě UK. Roku 1955 se stal členem korespondentem Československé akademie věd.

### Závěr života
Zemřel náhle, v průběhu botanického sjezdu v Leningradě.

### Rodinný život
Dne 1. listopadu 1915 se ve Vršovicích oženil s Miladou Moravcovou (1896–??).

## Dílo
Dílo Jaromíra Kliky obsahuje přes 140 knih a článků. V letech 1922–1926 se zabýval mykologií a fytopatologií, zejména v období, kdy získal nejprve částečnou, později úplnou studijní dovolenou. V další etapě, která započala v roce 1927, se věnoval dendrologii a geobotanice a vydával vysokoškolské učebnice těchto oborů. Současně zpracoval i středoškolské učebnice botaniky a vydával popularizační publikace. Je považován za zakladatele československé geobotaniky, když napsal zhruba 100 geobotanických prací, kde věnuje pozornost rostlinným společenstvím v různých krajinách Československa i Evropy. Ve 40. letech 20. století vydával dále publikace věnující se ochraně krajiny a krajinnému plánování. Popularizoval vědu články v denním tisku i odborných časopisech. 

### Publikace (výběr z českých vydání)
- Botanicko-geografický nástin okolí litomyšlského (Praha, nákl. vlast., 1920)
- Příspěvky k rostlinnému výzkumu středních Čech. (I-III; Praha, nákl. vlast., 1922)
- Monografie českých padlí (příspěvek k mykologickému a fytopathologickému výzkumu Čech; Praha, Masaryk. akademie práce, 1923)
- O jmélí - škůdci stromů (Souborná studie biologicko-fytopatologická, Praha (Košíře, Václavka, 333), nákl. vlast. 1923, A. Neubert 1925)
- O kůrách farmaceuticky důležitých (Praha, nákl. vlast., 1923)
- Z biologie a oekologie hlízenek (Souborná fytopatologická studie; Praha, Reinwart, 1923)
- O životě hub (základy všeobecné mykologie/ úvod do studia hub; Praha-Smíchov, nákladem "Zvířeny", 1924)
- Střední Polabí (Praha, nákl. vlast., 1924)
- O vzniku, vývoji a zániku života (Praha, Sfinx, 1925)
- O zástupcích rodu Cudoniella Sacc (vodnička) v Československu (Praha, nákl. vlast., 1925)
- Příspěvek k české mikrofloře (I-V, Praha, nákl. vlast., 1925)
- Dendrologie (Část 1. Jehličnaté, část 2. Listnáče ; Praha, Ministerstvo zemědělství, 1927–1930)
- Klíč k určování našich důležitých rostlin cévnatých samorostlých i pěstovaných (Praha, Unie, 1928)
- Rostliny ve svých vztazích k vnějšímu světu (úvodem do rostlinné ekologie; Praha, Sfinx, Bohumil Janda, 1929)
- Lesy v xerothermní oblasti Čech = Wälder im xerothermen Gebiete Böhmens (Příspěvek k typologii lesů ČSR; V Praze, Československá Akademie Zemědělská, 1932)
- Botanika pro vyšší třídy středních škol (V Praze, Profesorské nakladatelství a knihkupectví, 1935)
- Některé problémy dendrologické a ekologické (Praha, nákladem vlastním, 1935)
- Přírodovědecké základy světového názoru – závěr přírodopisného učiva pro nejvyšší třídu středních škol (autoři: Jaromír Klika část biologická, František Ulrich část anorganická; V Praze, Profesorské nakladatelství a knihkupectví, 1936)
- Příručka technické mikroskopie a nauky o zboží (s atlasem mikroskopického rozboru zboží; Praha, Typus, 1936)
- Lesy v okolí Kopidlna, Rožďalovic a Chlumce nad Cidlinou (Sociologická studie; Praha, nákladem vlastním, 1939)
- Chráněné rostliny (V Praze, Česká grafická Unie, 1940)
- Lesnictví – stručná encyklopedie lesnické vědy a praxe (Díl I, Přírodní základy lesa. Svazek 2, Dendrologie; Písek, Matice lesnická, 1940)
- Naše stromy, stromkové slavnosti (Praha, Svaz spolků pro okrašlování a ochranu domoviny, 1940)
- Rostlinosociologická studie křivoklátských lesů (Praha, Král. česká společnost nauk, 1941)
- Znáte naše stromy a keře? (klíč k určování dřevin, autoři Jaromír Klika a František Procházka; Praha, Česká grafická unie, 1942)
- Chráníte naši přírodu? (kapitoly z ochrany přírody a krajiny; V Praze, Česká grafická Unie, 1946)
- Lesní dřeviny – Lesnická dendrologie (Písek, Československá matice lesnická, 1947)
- Plánujeme s přírodou (Metodika biologického průzkumu při plánování; Praha, Brázda, 1948)
- Rostlinná sociologie (Fytocoenologie) (V Praze, Melantrich, 1948)
- Botanika (Učeb. text pro 1. tř. stř. škol (autor Jaromír Klika a j., ilustrace Otto Ušák a j.; Praha, Státní nakladatelství učebnic, 1950, 1951, 1952, 1953)
- Příručka technické mikroskopie (Praha, Přírodovědné vydavatelství, 1951 Zobrazení exemplářů s možností jejich objednání
- Nauka o rostlinných společenstvech (fytocenologie) (Praha, ČSAV, 1955)
- K fytocenologii rašelinných a slatinových společenstev na Záhorské nížině (Bratislava, Vydavatelství SAV, 1958)
- Klíč k určování rostlin (pův. rukopis Jaromíra Kliky přepracoval Josef Holub et al., ilustr. Otakar Zejbrlík; SPN, 1965)